# Bürg-Vöstenhof

Bürg, Vöstenhof und Stixenstein, um 1873 (Aufnahmeblatt der 3. Landesaufnahme)

Bürg-Vöstenhof ist eine Gemeinde im Bezirk Neunkirchen in Niederösterreich.

## Geografie
Bürg-Vöstenhof liegt im südlichen Industrieviertel in Niederösterreich, nördlich des Tals der Schwarza. Das besiedelte Gebiet liegt im Osten der Gemeinde in einer Seehöhe von rund 600 Meter. Nach Westen steigt das Land zum Gahns-Plateau auf über 1000 Meter an. Die höchste Erhebung ist der Krummbachstein mit 1603 Meter Höhe.
Die Fläche der Gemeinde umfasst 25 Quadratkilometer. Davon sind 86 Prozent bewaldet, sieben Prozent landwirtschaftliche Nutzfläche und fünf Prozent Almen.

### Gemeindegliederung
Das Gemeindegebiet umfasst folgende zwei Ortschaften (in Klammern Einwohnerzahl Stand 1. Jänner 2025):
- Bürg (125)
- Vöstenhof (33)

Einzige Katastralgemeinde ist Vöstenhof.
| Gliederung \| Katastralgemeinden \| Ortschaften in der Gemeinde \| \| --------------------- \| --------------------------- \| \| Vöstenhof (25,13 km²) \| Bürg (R) · Vöstenhof (R) \| \| Legende \| \| |                             |
| Katastralgemeinden | Ortschaften in der Gemeinde |
| Vöstenhof (25,13 km²) | Bürg (R) · Vöstenhof (R)    |
| Legende |                             |

### Nachbargemeinden
|                      | Puchberg am Schneeberg                      |           |
| Reichenau an der Rax | Kompassrose, die auf Nachbargemeinden zeigt | Ternitz   |
|                      | Payerbach                                   | Prigglitz |

## Geschichte
Die erste nachweisliche Besiedelung des Gebietes von Bürg-Vöstenhof erfolgte im 12. Jahrhundert durch die Bayern und Franken. Die ersten steinernen Häuser stammen aus dem 15. Jahrhundert. Es lebten nur Katholiken in Bürg-Vöstenhof. Das Gebiet gehört bis heute zur Pfarre Pottschach.
Die Geschichte des Ortes wurde vor allem durch die Schlossherren vom „Festen Hof“ (Schloss Vöstenhof) geprägt. Der älteste Teil des Schlosses stammt aus dem 13. Jahrhundert. Das Schloss wechselte mehrmals den Eigentümer, von 1621 an war es dreihundert Jahre lang im Besitz der Grafen von Hoyos. Ende des 20. Jahrhunderts wurde das Schloss von einer Privatperson gekauft, restauriert und seither auch bewohnt.
Vöstenhof unterstand den Herren des Schlosses, das Gebiet von Bürg hingegen den Herrschaftsbesitzern von Stixenstein, Schwarzau am Steinfeld und Pottschach.
Mit der Schulreform Maria Theresias gingen die Kinder in die Schulen von Pottschach und Prigglitz.
Im Jahr 1848 entstand die Gemeinde Vöstenhof. Am 2. März 2001 wurde der Gemeindename in Bürg-Vöstenhof umgeändert.

### Bevölkerungsentwicklung
| Bürg-Vöstenhof: Einwohnerzahlen von 1869 bis 2025   | Bürg-Vöstenhof: Einwohnerzahlen von 1869 bis 2025 | Bürg-Vöstenhof: Einwohnerzahlen von 1869 bis 2025 | Bürg-Vöstenhof: Einwohnerzahlen von 1869 bis 2025 | Bürg-Vöstenhof: Einwohnerzahlen von 1869 bis 2025 |
| --------------------------------------------------- | ------------------------------------------------- | ------------------------------------------------- | ------------------------------------------------- | ------------------------------------------------- |
| Jahr                                                |                                                   |                                                   |                                                   | Einwohner                                         |
| 1869                                                | 1869                                              |                                                   | 221                                               | 221                                               |
| 1880                                                | 1880                                              |                                                   | 238                                               | 238                                               |
| 1890                                                | 1890                                              |                                                   | 216                                               | 216                                               |
| 1900                                                | 1900                                              |                                                   | 195                                               | 195                                               |
| 1910                                                | 1910                                              |                                                   | 191                                               | 191                                               |
| 1923                                                | 1923                                              |                                                   | 214                                               | 214                                               |
| 1934                                                | 1934                                              |                                                   | 192                                               | 192                                               |
| 1939                                                | 1939                                              |                                                   | 185                                               | 185                                               |
| 1951                                                | 1951                                              |                                                   | 165                                               | 165                                               |
| 1961                                                | 1961                                              |                                                   | 157                                               | 157                                               |
| 1971                                                | 1971                                              |                                                   | 172                                               | 172                                               |
| 1981                                                | 1981                                              |                                                   | 184                                               | 184                                               |
| 1991                                                | 1991                                              |                                                   | 179                                               | 179                                               |
| 2001                                                | 2001                                              |                                                   | 176                                               | 176                                               |
| 2011                                                | 2011                                              |                                                   | 176                                               | 176                                               |
| 2021                                                | 2021                                              |                                                   | 163                                               | 163                                               |
| 2025                                                | 2025                                              |                                                   | 158                                               | 158                                               |
| Quelle(n): Statistik Austria, Gebietsstand 1.1.2021 |                                                   |                                                   |                                                   |                                                   |

### Religion
Nach den Daten der Volkszählung 2001 sind 76,1 % der Einwohner römisch-katholisch und 8,0 % evangelisch. 1,7 % gehören orthodoxen Kirchen an. 13,1 % der Bevölkerung haben kein religiöses Bekenntnis.

## Kultur und Sehenswürdigkeiten
- Schloss Vöstenhof

## Wirtschaft
Im Jahr 2001 gab es 2 nichtlandwirtschaftliche Arbeitsstätten. Nach der Erhebung von 1999 bestanden 21 land- und forstwirtschaftliche Betriebe. Nach der Volkszählung von 2001 betrug die Zahl der Erwerbstätigen am Wohnort 87. Die Erwerbsquote lag 2001 bei 51,13 Prozent.

## Politik

### Gemeinderat
Der Gemeinderat hat 13 Mitglieder.
| - Mit den Gemeinderatswahlen in Niederösterreich 1990 hatte der Gemeinderat folgende Verteilung: 8 ÖVP, und 5 SPÖ. - Mit den Gemeinderatswahlen in Niederösterreich 1995 hatte der Gemeinderat folgende Verteilung: 8 ÖVP, und 5 SPÖ. - Mit den Gemeinderatswahlen in Niederösterreich 2000 hatte der Gemeinderat folgende Verteilung: 8 ÖVP, und 5 SPÖ. - Mit den Gemeinderatswahlen in Niederösterreich 2005 hatte der Gemeinderat folgende Verteilung: 7 ÖVP, und 6 SPÖ. - Mit den Gemeinderatswahlen in Niederösterreich 2010 hatte der Gemeinderat folgende Verteilung: 8 ÖVP, und 5 SPÖ. - Mit den Gemeinderatswahlen in Niederösterreich 2015 hatte der Gemeinderat folgende Verteilung: 9 ÖVP, und 4 SPÖ. - Mit den Gemeinderatswahlen in Niederösterreich 2020 hatte der Gemeinderat folgende Verteilung: 8 ÖVP, und 5 SPÖ. - Mit den Gemeinderatswahlen in Niederösterreich 2025 hat der Gemeinderat folgende Verteilung: 7 ÖVP und 6 SPÖ. | Die zur Anzeige dieser Grafik verwendete Erweiterung wurde dauerhaft deaktiviert. Wir arbeiten aktuell daran, diese und weitere betroffene Grafiken auf ein neues Format umzustellen. (Mehr dazu) |

### Bürgermeister
| Amtszeit  | Name               | wohnhaft    |
| --------- | ------------------ | ----------- |
| 1850–1872 | Mathias Auer       | Bürg 16     |
| 1872–1893 | Georg Selhofer     | Bürg 14     |
| 1893–1906 | Josef Mohr         | Vöstenhof 5 |
| 1906–1908 | Florian Mies       | Bürg 4      |
| 1908–1919 | Johann Mies        | Bürg 4      |
| 1919–1920 | Franz Gruber       | Bürg 7      |
| 1920–1940 | Johann Mies        | Bürg 4      |
| 1941–1945 | Johann Holzer      | Sieding     |
| 1945–1964 | Franz Gruber       | Vöstenhof 6 |
| 1964–1965 | Franz Mies         | Bürg 4      |
| 1965–1970 | Franz Gruber       | Vöstenhof 6 |
| 1970–1988 | Franz Zottel       | Bürg 10     |
| 1988–2007 | Johann Langegger   | Bürg 13     |
| 2007–0    | Johann Hainfellner | Bürg 33     |

### Wappen
Im Jahr 2002 wurde der Gemeinde folgendes Wappen verliehen: In Silber ein von rechts nach links ansteigender Berg, darin über geflutetem blauem Schildfuß mit drei silbernen Wellenleisten auf grünem Boden eine goldene gequaderte Zinnenmauer und ein goldener Torturm mit Satteldach, schwarz geöffnetem Tor und zwei schwarzen Fensteröffnungen.